# Deken (beddengoed)

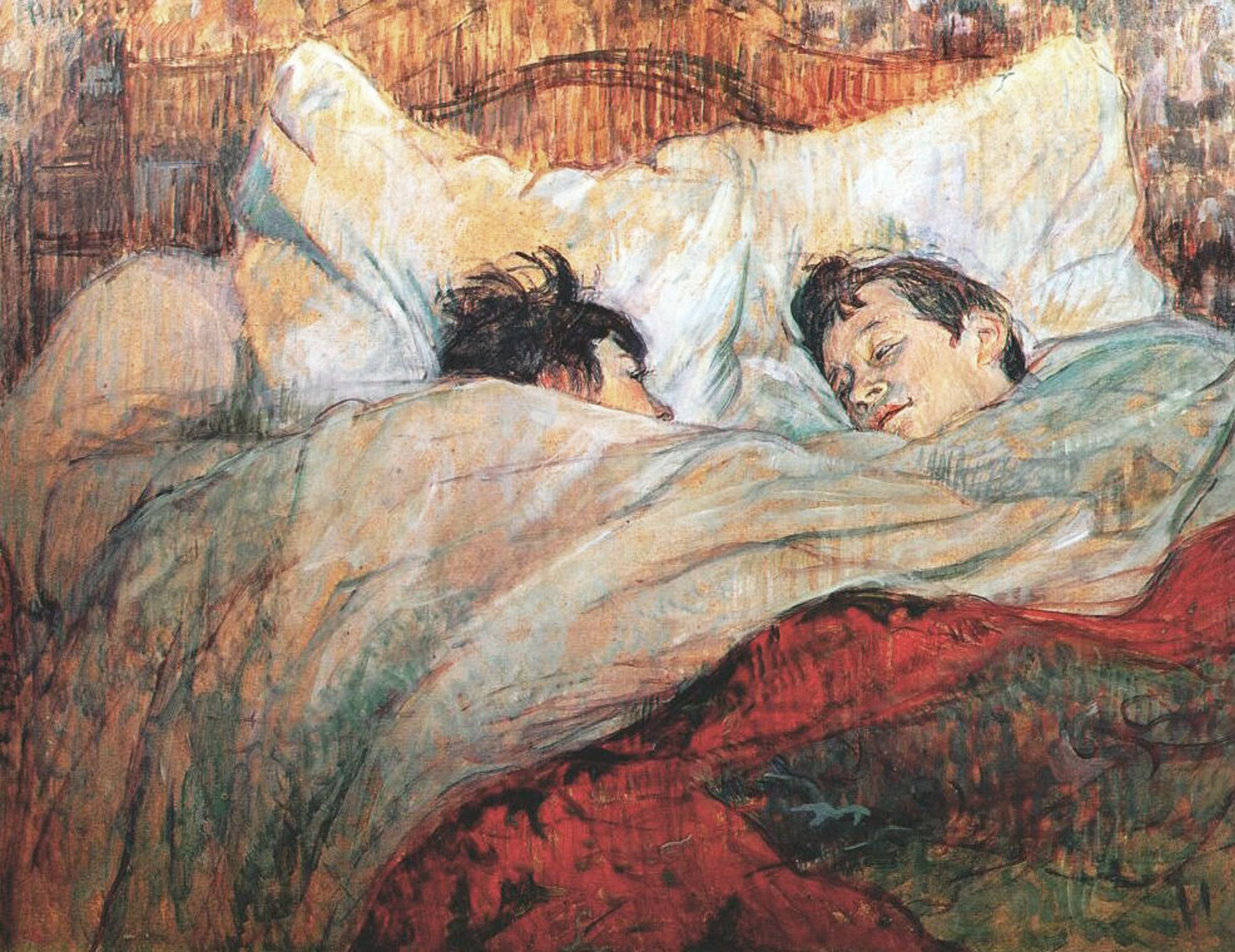
In bed, schilderij van twee mensen onder een deken. Schilder: Henri de Toulouse-Lautrec

Een deken is meestal een rechthoekig kleed dat bestaat uit isolerend materiaal, dat ergens overheen gelegd kan worden om thermisch te isoleren.

## Gebruik
De meest duidelijke toepassing is een wollen of synthetische deken, die over een bed wordt gelegd. Hierbij wordt de lichaamswarmte vastgehouden. De rand van een deken moet tegen het rafelen afgewerkt worden. Dat gebeurt soms met een brede band, maar ook wel met een speciale naaisteek, de dekensteek.
Een deken kan makkelijk een haard van micro-organismen vormen en oorzaak zijn van allergische reacties. Daarom worden ook anti-allergische dekens vervaardigd. Voor gebruik op bed is de deken grotendeels in onbruik geraakt en vervangen door het dekbed.
Een gewone deken voelt eerst koud aan, omdat de lichaamswarmte de binnenzijde van de deken eerst moet opwarmen. Een elektrische deken zorgt ervoor dat de deken reeds warm aanvoelt van bij het eerste contact met het lichaam. Molton onderdekens worden op het matras gelegd om (transpiratie) vocht op te nemen.

## Speciale dekens
Een verzwaringsdeken is een zware versie die voornamelijk gebruikt worden om personen met psychiatrische aandoeningen te helpen om de slaap te helpen bevorderen en angstgevoelens te verminderen. Tegenwoordig worden ze ook regulier gebruikt bij slaapproblemen omdat mogelijk dit slapeloosheid kan verminderen en het inslapen vergemakkelijken.
Een branddeken is uit brandwerende stof vervaardigd en dient om een beginnend vuur te doven: het vuur zal doven bij gebrek aan zuurstof.
Bij industriële toepassingen wordt soms ook een deken gebruikt, bijvoorbeeld om een procesvat warm te houden.